# Ernst Meyer (voetballer)
Ernst Meyer (Bern, 30 maart 1942) is een Zwitsers voormalig voetballer die speelde als aanvaller.

## Carrière
Ernst Meyer begon zijn carrière bij de sportclub FC Satus Zürich. FC Zürich-voorzitter Edi Nägeli haalde het grote talent echter al snel naar FC Zürich. Voor Ernst Meyer, die destijds door iedereen "Ernschtli" werd genoemd, was FC Zürich zijn moederclub, voor wie de vleugelspeler van 1962 tot 1969 in het eerste elftal speelde. In zijn première seizoen 1962/63 won hij de kampioenstitel met FCZ, het eerste kampioenschap van de club in 39 jaar. Ernst Meyer vierde destijds ook internationale successen met zijn teamgenoten. Hij was 21 jaar oud toen FCZ, onder trainer Louis Maurer, in de herfst van 1963 aan zijn succesvolle reeks in de Europese Kampioensbeker voor Clubs begon. Eerst werd de Ierse vertegenwoordiger Dundalk FC uitgeschakeld, daarna Galatasaray SK door een muntopgooi van de scheidsrechter nadat de beslissende wedstrijd in Rome was geëindigd in 2-2. Het succesverhaal van FCZ ging daarna verder. In de kwartfinales werd PSV Eindhoven uit de Champions Cup geknikkerd. In de halve finale ontmoette FCZ een van de beste ploegen ter wereld: Real Madrid met Ferenc Puskás, Alfredo di Stefano en Francisco Gento. Terwijl het Royal team uitsluitend uit full professionals bestond, trainde het Zurich team slechts drie keer per week en hadden ze allemaal een baan. Ernst Meyer maakte deel uit van de startende elf in beide wedstrijden op 22 april 1964 in Zürich (1-2) en op 7 mei 1964 in Madrid in het Santiago Bernabéu (0-6) voor 110.000 toeschouwers. Uiteindelijk was de prestatie van FCZ tegen de Real-sterren niet genoeg.
In 1965/66 werd het dubbele succes behaald onder coach Louis Maurer met spelers als Klaus Stürmer, Fritz Künzli, Heinz Bäni, Jakob Kuhn en Rosario Martinelli. In de Nationale Liga A werd FC Zurich kampioen met een voorsprong van zeven punten op het als tweede geplaatste Servette FC, en in de Zwitserse Beker wonnen zij de finale met 2-0, ook tegen Servette. In februari 1967 werd Meyers contract beëindigd - met de kans op een proeftijd: blijkbaar was hij tijdens een blessurepauze te veel aangekomen. Slechts twee maanden later was de aanvaller volledig gereïntegreerd in het team. In juni 1968, na het einde van het reguliere seizoen 1967/68, stond FC Zurich op gelijke hoogte met de stadsrivalen Grasshopper Club Zürich en FC Lugano aan de top van de ranglijst en besliste vervolgens de volgende kampioenschapsronde in hun voordeel met twee overwinningen uit twee wedstrijden.
Op 15 juni 1968 vond in het Letzigrund Stadion van Zürich de grootste wedstrijd uit hun carrière plaats voor veel van de beroemde FCZ-spelers uit de uiterst succesvolle jaren zestig: de vriendschappelijke wedstrijd tussen FCZ en FC Santos. De wedstrijd vond plaats ter gelegenheid van de Santos-wereldtournee, die de Braziliaanse topclub met superster Pelé voor marketingdoeleinden ondernam. Het zeer gemotiveerde FCZ won deze wedstrijd met 5-4 door doelpunten van Köbi Kuhn, Christian Winiger (2), Ernst Meyer en Fritz Künzli. Pelé scoorde kort voor het einde de gelijkmaker. Na 173 competitiewedstrijden voor FCZ, waaronder 133 competitiewedstrijden, 16 bekerwedstrijden en 24 interlands, waarin hij in totaal 31 doelpunten maakte en 30 assists gaf, werd Ernst Meyer in het seizoen 1969/70 uitgeleend aan zijn rivaal AC Bellinzona. Aan het eind van het seizoen had hij 21 keer gespeeld in de National League A, waarin hij één doelpunt scoorde.
Na zijn korte verblijf in Ticino werd hij in de zomer van 1970 door de clubleiding van FC Winterthur gecontracteerd op aanbeveling van Timo Konietzka. In zijn eerste jaar bij FCW speelde hij door blessures slechts elf wedstrijden. Maar vanaf het volgende seizoen, onder leiding van Willy Sommer, die trainer van FC Winterthur was van het seizoen 1970/71 tot het seizoen 1974/75, werd hij een vaste waarde in wat wellicht het sterkste team van de club was sinds lange tijd. In het seizoen 1971/72 was het, net als in het jaar daarvoor, genoeg voor de 6e plaats en wist Meyer met het team door te dringen tot de finale van de League Cup, waarin het met 4-1 verloor van FC Basel. Van 1972 tot 1975 nam de club deel aan de UEFA Intertoto Cup, maar slaagde er nooit in zich voor de UEFA Cup te kwalificeren. In het seizoen 1972/73 drong FCW opnieuw door tot de finale van de League Cup, maar verloor de wedstrijd met 4-5 op strafschoppen van Grasshopper Club Zürich, nadat de score in de reglementaire tijd 2-2 had bedragen. In het seizoen 1973/74 behaalde FCW zijn beste resultaat in dit stadium met de 4e plaats, gelijk op punten met het derde geplaatste team en één punt verwijderd van het tweede geplaatste team. In het seizoen 1974/75 bereikte de ploeg voor de tweede keer in de geschiedenis van de club de bekerfinale. FC Winterthur verloor met 2-1 van FC Basel na 120 minuten in extra tijd. Ernst Meyer maakte in de 66e minuut het doelpunt voor FC Winterthur om de tussenstand gelijk te trekken.
In de winterstop van het seizoen 1975/76 beëindigde de toen 34-jarige buitenverdediger zijn actieve loopbaan als profvoetballer en nam hij de functie van speler-coach van de Zürichse club FC Industrie Zürich op zich.
Ernst Meyer maakte zijn debuut voor het nationale team onder coach Karl Rappan op 23 december 1962 in het Karlsruhe Wildparkstadion voor 48.000 toeschouwers in de 1-5 nederlaag tegen Duitsland, toen hij in de 60e minuut werd vervangen door Robert Hosp van Lausanne. In 1963 volgden nog drie vriendschappelijke wedstrijden tegen Marokko, Noorwegen en Frankrijk. In het 2-2 gelijkspel tegen Frankrijk op 11 november in het Parc des Princes in Parijs, speelde hij ook zijn vierde en laatste interland. Hij heeft nog geen doelpunt gemaakt voor de nationale ploeg. Het was ook de laatste internationale wedstrijd voor bondscoach Karl Rappan.

## Erelijst
- FC Zürich
  - Zwitserland: 1963, 1966, 1968
  - Zwitserse voetbalbeker: 1966